# Edvard Engelsaas
Edvard Larsen Engelsaas (ur. 17 listopada 1872 – zm. 3 sierpnia 1902) – norweski łyżwiarz szybki, złoty medalista mistrzostw świata.

## Kariera
Reprezentował barwy klubu Trondhjems Skøiteklub. Największy sukces w karierze Edvard Engelsaas osiągnął w 1900 roku, kiedy zwyciężył podczas wielobojowych mistrzostw świata w Oslo. Wygrał tam biegi na 1500 m, 5000 i 10 000 m, a w biegu na 500 m był trzeci za swymi rodakami: Pederem Østlundem i Alfredem Næssem. Był to jedyny medal wywalczony przez niego na imprezie tej rangi. Wystartował także na rozgrywanych pięć lat wcześniej mistrzostwach świata w Hamar, gdzie jego najlepszym wynikiem było siódme miejsce w biegu na 5000 m. Ostatecznie nie awansował do finału i nie był klasyfikowany w wieloboju. Ponadto w 1900 roku został również mistrzem Norwegii wieloboju.